# Sekundarni radar
Sekundarni radar (engl. secondary surveillance radar - SSR) je radarski sistem koji se koristi u kontroli letenja, koji ne samo da detektuje i određuje poziciju vazduhoplova, već prikuplja dodatne podatke od samog vazduhoplova kao što je njegov identitet i visina na kojoj leti. Za razliku od primarnog radara, koji meri samo pravac i udaljenost objekata detektujući odbijene radio signale od objekta, sekundarni radar se oslanja na to da su vazduhoplovi opremljeni radarskim transponderom, uređajem koji detektuje radarski signal i na njega odgovara emitujući sopstveni signal koji sekundarni radar detektuje. Sekundarni radar je baziran na tehnologiji razvijenoj u toku Drugog svetskog rata za razlikovanje neprijateljskih aviona (engl. Identification Frend or Foe - IFF).

## Razvoj radarske tehnologije u vazduhoplovstvu
Radari su se u vazduhoplovstvu najpre koristiti u vojne svrhe, za detektovanje neprijateljskih vazduhoplova. Kasnije se razvila i civilna upotreba u kontroli letenja, jer precizno poznavanje pozicije vazduhoplova omogućava mnogo manje kriterijume razdvajanja nego kad se kontrola letenja vrši proceduralno, odnosno samo na osnovu procenjene pozicije vazduhoplova. Na ovaj način se takođe olakšava rad kontroloru letenja.

### Primarni radar
Radar koji radi na klasičnom principu detektovanja odbijenog radio zračenja od prepreka se zove primarni radar. Primarni radar detektuje sve prepreke, bilo da su to vazduhoplovi, atmosferske tvorevine, jata ptica ili planine. Ova detekcija se vrši bez ikakve saradnje sa strane objekta detekcije. Kontrolor letenja može da ima teškoća u identifikaciji vazduhoplova kada ih ima dva ili više u malom prostoru. Ponekad je jedino rešenje da od jednog od pilota zahteva izvesni manevar da bi mogao da ga prepozna.

### Sekundarni radar
Za razliku od primarnih radara, sekundarni radari ne koriste eho signale od cilja, već rade na principu “pitač–odgovarač”. Njihova glavna uloga je da daju dopunske informacije o cilju, koje se ne mogu dobiti primarnim radarom. Primarni radar daje podatke o koordinatama cilja i njegovoj trajektoriji, što je, naravno, od izuzetne važnosti za kontrolu leta, ali je često nedovoljno za pravilno regulisanje vazdušnog saobraćaja. Nedostaje niz informacija vezanih za pripadnost, broj leta, tip aviona, i slično, što primarni radar nije u stanju da prikaže. Takve dopunske informacije o cilju može na upit kontrolora leta dati sekundarni radar i to automatskim putem, bez posebnog angažovanja pilota ili navigatora.
Sekundarni radar sastoji se iz dve međusobno kooperativne jedinice: pitača kao zemaljskog uređaja i odgovarača kao avionskog uređaja. Sekundarni radar veoma retko radi autonomno, već radi u koordinaciji s primarnim radarom. Treba uočiti da su i pitač i odgovarač primo–predajni uređaji. Antena pitača obično je postavljena na antenu primarnog radara i s njom tokom pretraživanaja sinhrono rotira, čime je obezbeđeno da snopovi zračenja obe antene obasjavaju istovremeno isti cilj. Procesi u sekundarnom radaru odvijaju se na sledeći način. Kada operator na primarnom radaru uoči cilj i želi da dobije dopunske informacije o njemu, on aktivira pitač sekundarnog radara. U koderu pitača formira se pitanje u formi pitačkg koda kojim se moduliše predajnik. Predajni pitački signal se preko dupleksera i dvokanalne obrtne spojnice privodi pitačkoj anteni i zrači u pravcu cilja. Ovaj signal se prima odgovaračkom antenom, pojačava se i detektuje u prijemniku odgovarača i privodi se bloku dekodera pitanja. U ovom bloku se dekoduje pitanje i nakon toga se aktivira koder odgovora, u kojem se automatski formira odgovor na postavljeno pitanje. Odgovaračkim kodom se moduliše predajnik odgovarača i tako modulisani signal se preko dupleksera privodi odgovaračkoj anteni i zrači u prostor. Ovi signali se primaju antenom pitača i preko dvokanalne obrtne spojnice i dupleksera vode se u prijemnik pitača. U njemu se signali pojačavaju, detektuju i nakon toga privode dekoderu odgovora. Signali odgovora vode se na pokazivač primarnog radara i prikazuju u alfa–numeričkom vidu pored odraza cilja. Na taj način operator primarnog radara dobija potrebnu dopunsku informaciju o cilju. Na pr., ako je pitanje bilo o broju leta, na ekranu će se pojaviti odgovarajuća informacija. Naravno da informacija u zavisnosti od postavljenog pitanja može da bude i drugačiji.
Treba uzeti u obzir činjenicu, da su primarni radari u kontroli vazdušnog saobraćaja još uvek 2D (“dvodimenzionalni”) radari, koji daju samo daljinu i azimut cilja, ali ne i njegov mesni ugao, odnosno visisnu cilja, koja se dobija preko sekundarnog radara.
Treba još uočiti, da su frekvencije predajnika pitača i odgovarača prema ICAO (International Civil Aviation Organisation) normama različite. Pitačka je na 1030 MHz (što je istovremeno i frekvencija na kojoj je podešen prijemnik odgovarača), a odgovaračka je na 1090 MHz (što je istovremeno frekvencija na kojoj je podešen prijemnik pitača). Time je izbegnuto da se refleksije od okolnih objekata pitačkog signala, klateri, primaju prijemnikom pitača. Na taj način, za razliku od primarnih radara, sekundarni radar nije podložan dejstvu klatera.
Pored kontrole vazdušnog saobraćaja, sekundarni radari imaju i širu primenu. Na pr., u vojnoj primeni služe za identifikaciju sopstvenih letjelica u ratnim uslovima, kada nastaje svojevrsni “haos” u vazdušnom saobraćaju, pa je često teško zaključiti da li cilj otkriven primarnim radarom pripada našim ili neprijateljskim formacijama. Za tu svrhu se pitanja i odgovori šifruju posebnim tajnim šiframa, koje po pretpostavci neprijatelj ne poznaje. Zatim, primenjuju se za povećanje dometa praćenja sopstvenih letjelica. Naime, domet sekundarnog radara znatno je veći od dometa primarnih radara, s obzirom na aktivan odgovarački signal, umesto eho signala. Veliku primenu imaju i za “obeležavanje” punktova za precizno bombardovanje ili desant. Na željenom punktu tajno se postavlja odgovarač, koji je normalno u pasivnom režimu prijema, da bi se zatim aktivirao pitačkim signalom iz aviona koji se približava punktu i time se precizno locirao njegov položaj.

### Problemi bočnih snopova pitačke antene
Pitački kod sadrži tri impulsa P1, P2, i P3. U pitačkom kodu koduje se vremenski interval između impulsa P1 i P3, dok je impuls P2 zakašnjen u odnosu na P1 uvek za isti vremenski interval od 2mikrosekunde. Da bi se sprečili odgovori na pitanja postavljena kroz bočne snopove pitačke antene, koristi se poseban sistem za potiskivanje ovakvih odgovora, SLS sistem (Side Lobes Supression). Za tu svrhu služi impuls P2, za kojeg smo rekli da ne učestvuje u kodovanju pitačkog signala. Sistem SLS na pitačkoj strani koristi:
- Glavnu, usmerenu antenu, kroz koju se šalju impulsi P1 i P3
- Pomoćnu, neusmerenu (omnidirekcionalnu, ili kraće omni) antenu, kroz koju se šalje impuls P2
Brzi elektronski preklopnik priključuje predajnik na glavnu antenu u momentu predaje impulsa P1 i P3, a u momentu predaje impulsa P2, predajnik je priključen na omni antenu. Nivoi signala P1 i P2, kao i dobici obe antene, podešeni su tako da na mestu odgovarača intenzitet signala P2 bude za oko 6 dB veći od intenziteta signala P1 u pravcu bočnog snopa usmerene antene, a za 18dB manji u pravcu glavnog snopa.
Na strani odgovarača SLS sistem raspolaže posebnom logikom koja ispituje odnos intenziteta signala P1¸i P2 i donosi sledeću odluku: Ako je impuls P1 veći od impulsa P2 odgovor se normalno šalje jer je pitanje poslato kroz glavni snop. Ako je, naprotiv, impuls P2 veći od impulsa P1, odgovor se blokira, jer je pitanje postavljeno kroz bočni snop.
Ukoliko ne bi postojao SLS sistem, primali bi se odgovori na pitanja postavljena kroz bočne snopove pitača. Oni bi se pojavljivali na azimutima koji ne odgovaraju stvarnom azimutu cilja (lažni ciljevi), što bi stvaralo konfuziju u kontroli leta. Sem toga pokazivač primarnog radara bio bi preopterećen velikim brojem odgovora što bi dopunski komplikovalo praćenje vadušne situacije.
U američkoj literaturi sekundarni radari se nazivaju ATCRABS što je skraćenica od: Automatic Trafic Control Radar Beacon System. U evropskoj literaturi on se naziva SSR (Secondary Surveillance Radar). Poslednjih godina sistem sekundarnog radara u razvijenim zemljama unapređen je direktnim adresovanjem aviona koji se identifikuje. Tako unapređen sistem naziva se DABS, što je skraćenica od Direct Adress Beacon System. Time se sprečava aktiviranje odgovarača onih ciljeva koji nisu od interesa za legitimisanje, iako su i oni “obasjani” snopom zračenja pitačke antene

### Mod rada sekundarnog radara
Tokom tehnološkog razvoja sekundarnog radara se povećavao broj i rezolucija podataka koji transponder emituje. Prema svojim mogućnostima se transponderi u civilnoj upotrebi dele na:
- Mod A transpondere koji emituju numerički kod od 4 oktalne cifre na koje je transponder namešten,
- Mod C transponder koji emituje visinu na kojoj se vazduhoplov nalazi, bazirano na merenju koje daje altimetar (instrument koji meri visinu),
- Mod S transponder koji može da emituje veliki broj različitih podataka: jedinstvenu adresu vazduhoplova, visinu na kojoj se nalazi, brzinu, orijentaciju i slično.

Tehnologija radarskih stanica na zemlji kojim upravljaju službe kontrole letenja i tehnologija transpondera na vazduhoplovima, kojima upravljaju operateri su kompatibilne i razvijaju se uporedo. S obzirom da ceo sistem vazdušnog saobraćaja radi kao jedinstvena celina, da bi se obezbedio tehnološki razvoj sistema, veoma je bitno da nova tehnološka generacija opreme može da radi sa starijom generacijom, da postoje strogi tehnički standardi rada kojih se svi proizvođači i korisnici pridržavaju, kao i regulativa kojom se oprema određene klase proglašava obaveznom u određenom roku, kao i određenom vazdušnom prostoru.

## Upit i odgovor
Zemaljske radarske stanice emituju interogacione impulse elektromagnetnog zračenja, tj upite, na frekvenciji 1030 MHz. Transponderi na vazduhoplovima detektuju puls i emituju odgovor na na frekvenciji 1090 MHz. Upit i odgovor su digitalni signali standardno definisanog formata. U slučaju rada u modu A i C, upit se odnosi na sve vazduhoplove koji su u dometu radara i svaki transponder odgovara šalje odgovor sa svojim kodom i visinom. U slučaju rada u modu S, upiti mogu da se odnose na sve vazduhoplove, a mogu biti i selektivni, tj da se odnose na samo jedan, prethodno identifikovani vazduhoplov. U tom slučaju drugi vazduhoplovi ne odgovaraju na taj upit, čime se smanjuje elektromagnetno zagađenje okolnog prostora.

## Identifikacija vazduhoplova
Mod A transponderi imaju mogućnost da podese 4 cifre brojčanika na vrednosti 0-7 (oktalne cifre), što ukupno čini 8x8x8x8 = 4096 kombinacija. Pilot podešava transponder na izvesni broj, odnosno kod u dogovoru sa kontrolom letenja i taj kod služi kao identifikacija vazduhoplova. Izvestan broj kodova je rezervisan za specijalne situacije, kao:
- 7700 – opasnost,
- 7600 – gubitak radio-komunikacije,
- 7500 – otmica aviona.

Operativnu teškoću predstavlja to što je ukupan broj kodova mali, a treba osigurati da u vazdušnom prostoru koji nadgleda jedna jedinica kontrole letenja svi vazduhoplovi imaju jedinstvene kodove. U Evropi i jednom broju susednih zemalja je u funkciji proceduralni metod dodele SSR kodova, (engl. Originating Region Code Asignment Method - ORCAM). Ovaj metod se bazira na tome da su rezervisane grupe kodova koje će biti dodeljene letovima iz određenih regiona, sa težnjom da se ti kodovi što ređe menjaju tokom trajanja leta. U novije vreme se planira unapređenje ovog metoda novim, (engl. Centralised Code Asignment and Management System - CCAMS). Međutim, sa porastom gustine vazdušnog saobraćaja, manjak SSR kodova postaje sve veći problem.
Mod S rešava ovaj problem time što transponderi kao identifikaciju vazduhoplova emituju mod S adresu, što je 24-bitni kod, kojih ukupno ima 16777216. Mod S adresa je trajno dodeljena transponderu koja se ne menja tokom životnog veka vazduhoplova. Ovako olakšana identifikacija vazduhoplova će pojednostaviti posao pilota i kontrolora letenja i povećati bezbednost vazdušne plovidbe.

## Visina vazduhoplova
Prednost tehnologija sekundarnog radara je što visinu vazduhoplova čini poznatom, pošto primarni radar određuje poziciju vazduhoplova samo na horizontalnoj ravni, tj dvodimenzionalno. Informacija o visini vazduhoplova u modu C se šalje na osnovu merenja altimetra, u rezoluciji od 100 stopa, tj oko 30 m. Ako podatak sa altimetra nije dostupan, transponder treba da pošalje prazan format koji nedvosmisleno ukazuje da podatak nedostaje. U modu S se visina može slati i kao podatak sa rezolucijom 25 stopa, tj oko 7,5 m.

## Standardi
Da bi sistem sekundarnog radarskog nadzora funkcionisao, radarske stanice i transponderi raznih proizvođača moraju da rade zajedno, a to se postiže time što svi prate zajedničke standarde i usklađuju tehnološki nivo kojem zajednički teže.
Osnovni standardi definisani od strane -a su: 
- Aneks 10 Čikaške konvencije, Vazduhoplovne telekomunikacije, deo IV, Radarski nadzor i sistemi za izbegavanje sudara,
- dokument 9684, Uputstvo za sisteme sekundarnog radarskog nadzora,
- dokument 9688, Specifični servisi Moda S.

## Spoljašnje veze
- Osnove radarske tehnike (језик: енглески)(језик: немачки)(језик: турски)
- -ova stranica domena radarskog nadzora (језик: енглески)